# پارک سون یونگ
پارک سون یونگ (کره‌ای: 박선영؛ زادهٔ ۲۱ اوت ۱۹۷۶) بازیگر اهل کره جنوبی است.

## زندگی شخصی
پارک سون یونگ و دیپلمات کیم ایل بوم پس از ملاقات یکدیگر در سال ۲۰۰۳، با یکدیگر قرار گذاشتند. این زوج در ۲۹ مه ۲۰۱۰ در هتل شیلا در سئول ازدواج کردند.